# Tour der schottischen Rugby-Union-Nationalmannschaft nach Australien 1992
| Tour der Schotten nach Australien 1992 | Tour der Schotten nach Australien 1992 | Tour der Schotten nach Australien 1992 | Tour der Schotten nach Australien 1992 | Tour der Schotten nach Australien 1992 |
| Übersicht                              | S                                      | G                                      | U                                      | N                                      |
| -------------------------------------- | -------------------------------------- | -------------------------------------- | -------------------------------------- | -------------------------------------- |
| Test Matches                           | 2                                      | 0                                      | 0                                      | 2                                      |
| Sonstige Spiele                        | 6                                      | 2                                      | 2                                      | 2                                      |
| Gesamt                                 | 8                                      | 2                                      | 2                                      | 4                                      |
|                                        |                                        |                                        |                                        |                                        |
| Australien                             | 2                                      | 0                                      | 0                                      | 2                                      |

Die Tour der schottischen Rugby-Union-Nationalmannschaft nach Australien 1992 umfasste eine Reihe von Freundschaftsspielen der schottischen Rugby-Union-Nationalmannschaft. Sie reiste im Mai und Juni 1992 durch Australien, wobei sie während dieser Zeit acht Spiele bestritt. Darunter waren zwei Test Matches gegen die australische Nationalmannschaft, die beide verloren gingen. Hinzu kamen sechs weitere Spiele gegen regionale Auswahlmannschaften, bei denen je zwei Siege, Unentschieden und Niederlagen resultierten.

## Spielplan
- Hintergrundfarbe grün = Sieg
- Hintergrundfarbe gelb = Unentschieden
- Hintergrundfarbe rot = Niederlage

(Test Matches sind grau unterlegt; Ergebnisse aus der Sicht Schottlands)
| # | Datum         | Gegner                   | Ort       | Stadion                 | Ergebnis |
| - | ------------- | ------------------------ | --------- | ----------------------- | -------- |
| 1 | 28. Mai 1992  | Northern Territory       | Darwin    | Rugby Park              | 16:17    |
| 2 | 31. Mai 1992  | Queensland Reds          | Brisbane  | Ballymore Stadium       | 15:15    |
| 3 | 03. Juni 1992 | Emerging Wallabies       | Hobart    | Bellerive Oval          | 24:24    |
| 4 | 06. Juni 1992 | New South Wales Waratahs | Sydney    | Concord Oval            | 15:35    |
| 5 | 09. Juni 1992 | New South Wales Country  | Tamworth  | Scully Park             | 26:10    |
| 6 | 13. Juni 1992 | Australien               | Sydney    | Sydney Football Stadium | 12:27    |
| 7 | 17. Juni 1992 | Queensland Country       | Toowoomba | Toowoomba               | 29:12    |
| 8 | 21. Juni 1992 | Australien               | Brisbane  | Ballymore Stadium       | 13:37    |

## Test Matches
| 13. Juni 1992 | Australien                                                                      | 27 : 12       | Schottland                                                                | Sydney Football Stadium, Sydney Zuschauer: 35.535 Schiedsrichter: Lindsay McLachlan (Neuseeland) |
| 13. Juni 1992 | Versuche: Campese (2) Carozza Lynagh Erhöhungen: Lynagh Straftritte: Lynagh (3) | (7:9) Bericht | Versuche: Wainwright Erhöhungen: G. Hastings Straftritte: G. Hastings (2) | Sydney Football Stadium, Sydney Zuschauer: 35.535 Schiedsrichter: Lindsay McLachlan (Neuseeland) |

Aufstellungen:
- Australien: David Campese, Paul Carozza, Tony Daly, John Eales, Nick Farr-Jones , Tim Gavin, Tim Horan, Phil Kearns, Michael Lynagh, Roderick McCall, Ewen McKenzie, Willie Ofahengaue, Marty Roebuck, Richard Tombs, David Wilson 
 Auswechselspieler: Peter Jorgensen
- Schottland: Craig Chalmers, Neil Edwards, Gavin Hastings, Scott Hastings, Carl Hogg, Sean Lineen, Kenny Milne, Andy Nicol, Ian Smith, David Sole , Tony Stanger, Iwan Tukalo, Rob Wainwright, Doddie Weir, Peter Wright 
 Auswechselspieler: Ian Corcoran

| 21. Juni 1992 | Australien                                                                       | 37 : 13        | Schottland                                                       | Ballymore Stadium, Brisbane Zuschauer: 21.000 Schiedsrichter: Colin Hawke (Neuseeland) |
| 21. Juni 1992 | Versuche: Carozza (2) Eales Horan (2) Erhöhungen: Lynagh Straftritte: Lynagh (5) | (16:3) Bericht | Versuche: Lineen Sole Erhöhungen: Chalmers Straftritte: Chalmers | Ballymore Stadium, Brisbane Zuschauer: 21.000 Schiedsrichter: Colin Hawke (Neuseeland) |

Aufstellungen:
- Australien: David Campese, Paul Carozza, Tony Daly, John Eales, Nick Farr-Jones , Tim Gavin, Tim Horan, Phil Kearns, Michael Lynagh, Roderick McCall, Ewen McKenzie, Willie Ofahengaue, Marty Roebuck, Richard Tombs, David Wilson 
 Auswechselspieler: Peter Jorgensen
- Schottland: Craig Chalmers, Damian Cronin, Scott Hastings, Carl Hogg, Sean Lineen, Kenny Logan, Andy Nicol, Martin Scott, Ian Smith, David Sole , Tony Stanger, Iwan Tukalo, Rob Wainwright, Doddie Weir, Peter Wright